# Dipturus pullopunctatus
Dipturus pullopunctatus är en rockeart som först beskrevs av Smith 1964.  Dipturus pullopunctatus ingår i släktet Dipturus och familjen egentliga rockor. IUCN kategoriserar arten globalt som livskraftig. Inga underarter finns listade i Catalogue of Life.